# Каратау (Жамбылский район)
Карата́у (каз. Қаратау) — село в Жамбылском районе Жамбылской области Казахстана, входит в состав Айшабибинского сельского округа. Код КАТО — 314033300.

## География
Село расположено на крайнем юго-западе Жамбылского района, на левом берегу реки Асы, в 18 километрах к юго-востоку от областного центра города Тараз, в 13 километрах югу от административного центра сельского округа села Айша-Биби и в 36 километрах к югу от районного центра села Аса. Ближайшая железнодорожная станция Чолдала — расположена в 8 километрах к северо-востоку от села (по дороге — 31 км). Соседние населённые пункты: Кору-Маймак (Кыргызстан) к востоку, Маймак (Кыргызстан) к югу. Транспортное сообщение осуществляется посёлочным дорогами с выходом на автодорогу «Тараз — Шымкент» к северу. Высота центра населённого пункта — 825 метров над уровнем моря.

## Население
| Численность населения | Численность населения | Численность населения |
| 1989                  | 1999                  | 2009                  |
| --------------------- | --------------------- | --------------------- |
| 1354                  | ↘349                  | ↗635                  |